# 栄光のライダーシリーズ
栄光のライダーシリーズは、バンダイから発売されている「仮面ライダーシリーズ」の玩具シリーズ。バンダイが発売した番組内の怪人や別フォームとセットとなった同サイズのソフビセットについても本項で扱う。

## 概要
栄光のライダーシリーズは歴代仮面ライダーのミニソフビ（約130mm)をセットにした商品であり、1975年にポピーから「栄光のライダーシリーズ」基礎となった「せいぞろい!7人ライダー」が発売され、1988年にシリーズ初の商品である「栄光の10人ライダー」（10号誕生!仮面ライダー全員集合!!のメンバーとは異なる）が発売された。1989年当時は2900円現在は2750円。
栄光のライダーシリーズの他にも放送に合わせて仮面ライダーの複数のフォームがセットになったものも発売された（セット内の仮面ライダーは栄光のライダーシリーズの金型を流用したものである）。
ユタカから発売された「リアルヒーロー」「ツインヒーロー」は栄光のライダーシリーズのものからの流用と新規造形のものが存在した。

## 一覧

### ポピー　○○人ライダー[1]
- せいぞろい!7人ライダー
- 7人ライダー勢ぞろい
- 戦う!!8人ライダー
- ライダー9

### バンダイ 栄光のライダーシリーズ[2][4][5]
- 栄光の10人ライダー
- 栄光の7人ライダー
- 新栄光の10人ライダー
- 超栄光の10人ライダー1
- 超栄光の10人ライダー2
- 栄光の平成ライダーVol.1
- 栄光の平成ライダーVol.2
- 栄光の平成ライダーSP

### バンダイ　その他
- 仮面ライダーBLACK 対決セットDX（本商品のみユタカ名義で発売。[注釈 3]）
- 仮面ライダーBLACKRX クライシス帝国対決セット
- 仮面ライダーBLACKRX クラッシュアタックセット
- 仮面ライダーBLACKRX サンアタックセット
- 仮面ライダークウガ 最強ライダー3戦士Aセット
- 仮面ライダークウガ 最強ライダー3戦士Bセット
- 仮面ライダーアギト アギト3戦士Aセット
- 仮面ライダーアギト アギト3戦士Bセット

## セット内容[1][2][4]

### せいぞろい!7人ライダー
- 仮面ライダー1号
- 仮面ライダー2号
- 仮面ライダーV3
- ライダーマン
- 仮面ライダーX
- 仮面ライダーアマゾン
- 仮面ライダーストロンガー

### 7人ライダー勢ぞろい
- 仮面ライダー1号
- 仮面ライダー2号
- 仮面ライダーV3
- ライダーマン
- 仮面ライダーX
- 仮面ライダーアマゾン
- 仮面ライダーストロンガー

### 戦う!!8人ライダー
- 仮面ライダー1号
- 仮面ライダー2号
- 仮面ライダーV3
- ライダーマン
- 仮面ライダーX
- 仮面ライダーアマゾン
- 仮面ライダーストロンガー
- スカイライダー

### ライダー9
- 仮面ライダー1号
- 仮面ライダー2号
- 仮面ライダーV3
- ライダーマン
- 仮面ライダーX
- 仮面ライダーアマゾン
- 仮面ライダーストロンガー
- スカイライダー
- 仮面ライダースーパー1

### 栄光の10人ライダー
- 仮面ライダー1号
- 仮面ライダー2号
- 仮面ライダーV3
- 仮面ライダーX
- 仮面ライダーアマゾン
- 仮面ライダーストロンガー
- スカイライダー
- 仮面ライダースーパー1
- 仮面ライダーBLACK
- 仮面ライダーBLACKRX

### 栄光の7人ライダー
- ライダーマン
- 仮面ライダーZX
- シャドームーン
- ロボライダー
- バイオライダー
- 真仮面ライダー
- 仮面ライダーZO

### 新栄光の10人ライダー
- 仮面ライダー旧1号
- 仮面ライダー旧2号
- ライダーマン
- シャドームーン
- 仮面ライダーZO
- 仮面ライダーJ
- 仮面ライダークウガ（マイティフォーム）
- 仮面ライダークウガ（ドラゴンフォーム）
- 仮面ライダークウガ（ペガサスフォーム）
- 仮面ライダークウガ（タイタンフォーム）

### 超栄光の10人ライダー1
- 仮面ライダー新1号
- 仮面ライダー新2号
- 仮面ライダーV3
- 仮面ライダーアマゾン
- 仮面ライダーストロンガー
- 仮面ライダーBLACK
- 仮面ライダークウガ（マイティフォーム）
- 仮面ライダーアギト（グランドフォーム）
- 仮面ライダーG3-X
- 仮面ライダー龍騎

### 超栄光の10人ライダー2
- 仮面ライダー旧1号
- 仮面ライダー旧2号
- 仮面ライダーBLACKRX
- シャドームーン
- 仮面ライダークウガ（アルティメットフォーム）
- 仮面ライダーアギト（バーニングフォーム）
- 仮面ライダーアギト（シャイニングフォーム）
- 仮面ライダーギルス
- 仮面ライダーナイト
- 仮面ライダーゾルダ

### 栄光の平成ライダーVol.1[6]
- 仮面ライダークウガ
- 仮面ライダーファイズ
- 仮面ライダーブレイド
- 仮面ライダー電王
- 仮面ライダーキバ
- 仮面ライダーオーズ

### 栄光の平成ライダーVol.2[7]
- 仮面ライダーアギト
- 仮面ライダー龍騎
- 仮面ライダー響鬼
- 仮面ライダーカブト
- 仮面ライダーディケイド
- 仮面ライダーW

### 栄光の平成ライダーSP[8]
- 仮面ライダーオーズ
- 仮面ライダーウィザード
- 仮面ライダー鎧武
- 仮面ライダーフォーゼ
- 仮面ライダーW